# Maja Celiné Probst
Maja Celiné Probst (* 5. März 1997 in Nürnberg) ist eine deutsche Fernseh- und Filmschauspielerin, die bei zwei ihrer Filme auch im Produzententeam auftrat und bei der Sci-Fi-Produktion Starling überdies am Drehbuch beteiligt war. Außerdem ist sie Sachbuch-Autorin.

## Biografie
Maja Celiné Probst besuchte, nachdem ihre Grundschulzeit beendet war, unter anderem ein englischsprachiges internationales Gymnasium in Berlin. Ihren ersten Auftritt vor der Kamera hatte Probst im Alter von vier Jahren 2001 in der Heimatserie Weißblaue Geschichten. 2004 spielte sie eine kleinere Rolle als Freundin der von Ronja Forcher gespielten Elise Christeiner, einer der Hauptfiguren aus der Fernsehserie Im Tal des Schweigens. 2006 wirkte sie in mehreren Filmen der Fernsehsendung Aktenzeichen XY … ungelöst mit, die sich mit der Aufklärung realer Verbrechen befasst. Im selben Jahr spielte sie in einer Dokumentation des Bayerischen Rundfunks mit dem Titel Lebenslinien ihre eigene Mutter, als man deren Kindheit nachstellte. Probsts Mutter ist die Herausgeberin des Lifestyle-Magazins „Frankenpower“. Das soll der Moment gewesen sein, als ihr Ehrgeiz für die Schauspielerei geweckt wurde. Im Zeitraum 2008 bis 2010 wirkte Probst in der Krimireihe Ihr Auftrag, Pater Castell mit Francis Fulton-Smith in der Titelrolle mit, wo sie durchgehend die Tochter einer weiteren von Christine Döring gespielten Hauptfigur, Hauptkommissarin Marie Blank, spielte. Es folgten weitere Rollen in Fernsehserien oder Fernsehfilmen.
In dem Kurzfilm-Thriller Can’t Take my Eyes off You von 2016 war Probst an der Seite von Julia Bremermann in der Hauptrolle besetzt. Mutter und Tochter stellen entsetzt fest, dass ein Fremder sich Zutritt zu ihrem großen Haus verschafft haben muss. In dem in Englisch gedrehten Mystery-Thriller 8 Remains von Juliane Block führte Probst 2018 die Besetzungsliste an. Sie spielt eine junge Frau, die ihre Lebenszeit vor ihrem Tod in einem Spiegel sieht mit der Chance, gegen ihren von Gregory B. Waldis gespielten Mörder anzukämpfen. Eine weitere Hauptrolle hatte Probst in dem im selben Jahr veröffentlichten Kurzfilm-Drama Liebesstreifen inne, in dem ihr Partner Langston Uibel ist. Sie spielten das Paar Lasse und Käthe, das in seiner Unsicherheit Schwierigkeiten hat, einander zu verstehen. In ihrem zweiten, im Mai 2019 erschienenen Pilcher-Film Schwiegertöchter spielte Probst neben Ulrike Folkerts, Dirk Martens und Paula Schramm eine tragende Rolle. Wiederum mit Juliane Block arbeitete Probst in dem Thriller 3 Lives zusammen, der Anfang August 2019 in den USA Premiere haben soll.
Die junge Schauspielerin schreibt zudem Bücher über ihr Hobby Häkeln.

## Filmografie (Auswahl)
- 2001: Weißblaue Geschichten (Fernsehserie, Folge 36b Die Abrechnung)
- 2004: Im Tal des Schweigens (Fernsehserie)
- 2006: Aktenzeichen XY … ungelöst (Fernsehreihe)
- 2008–2010: Ihr Auftrag, Pater Castell (Fernsehserie, 11 Folgen)
- 2009: Rosamunde Pilcher: Herzenssehnsucht (Filmreihe, Film 82)
- 2010: Der Bergdoktor (Fernsehserie, Folge Neuordnung)
- 2014: Die Bergretter: Das fremde Mädchen (Fernsehserie, Staffel 5, Folge 4)
- 2015: SOKO München (Fernsehserie, Staffel 40, Folge 14 Sommer 94)
- 2015: Marie Brand und der schöne Schein (Krimiserie, Episode 15)
- 2015: Nur nicht aufregen (Fernsehfilm)
- 2015, 2019: Notruf Hafenkante (Polizeiserie, Staffel 10, Folge 8 Alexas Puzzle
und Staffel 13, Folge 23 Der Lehrer)
- 2016: Can’t take my eyes off you (Kurzfilm)
- 2017: Morden im Norden (Krimiserie, Staffel 4, Folge 10 Kinder des Lichts)
- 2018: Der Staatsanwalt: Nachts im Weinberg (Krimiserie Staffel 13, Folge 3)
- 2018: 8 Remains
- 2018: Liebesstreifen (Kurzfilm)
- 2019: Rosamunde Pilcher: Schwiegertöchter (Film 142)
- 2019: 3 Lives
- seit 2019: Wir sind jetzt (Fernsehserie)

## Auszeichnungen
Evolution International Film Festival
- 2016: Nominierung für den Evolutionary Award in der Kategorie „Bestes Drehbuch“ für den Film Starling, zusammen mit Marian Woller und Juliane Block
- 2019: Nominierung für die Blaue Blume für den Film Liebesstreifen in den Kategorien „Bester romantischer Kurzfilm“ und „Beste Schauspielerin“[6]